# NGC 3285
NGC 3285 este o galaxie spirală situată în constelația Hidra. A fost descoperită în 24 martie 1835 de către John Herschel. Se află la o distanță de 63,39 de megaparseci de Pământ.